# Sportágak listája
Betűrendben, több eredeti helyesírással. Egy sportág több néven is szerepelhet.
- akrobatikus rock and roll
- AcroCap
- aerobik
- aikidó
- alpinizmus
- amerikai futball
- angol biliárd
- asztalifoci

- asztalitenisz
- atlétika (olimpiai bajnokok nők, férfiak • világbajnokok)
- ausztrál futball
- backgammon
- ballonozás
- baseball
- biatlon
- birkózás
- bob (sport)
- bocsa: lásd: golyósport
- bowling
- bowls lásd: golyósport
- búvárkodás
- curling (olimpiai bajnokok • világbajnokok)
- cselgáncs
- darts
- diszkoszvetés
- ejtőernyőzés
- erőemelés
- erősember-sport
- evezés
- fallabda
- falmászás
- fitnesz (sport)

- fives

- floorball
- fogathajtás
- footbag
- Formula–1
- Formula–2
- Formula–3
- futás
- futsal
- funkcionális fitnesz
- gael futball
- galopp
- gerelyhajítás
- go
- gokart
- golf
- golyósport
- gördeszka
- görkorcsolya
- GPS tájékozódás
- gumiasztal
- gyaloglás
- gyeplabda
- gyepteke
- gyorskorcsolya (olimpiai bajnokok • világbajnokok)
- gyorsulási sportág
- hands
- hapkido
- hard ball
- hármasugrás
- hegyi-kerékpár
- hegymászás
- horgászat
- hódeszka
- hurling
- indiaca
- íjászat (olimpiai bajnokok • világbajnokok)
- jégkorong
- jégmotorozás
- jégtánc
- jégvitorlázás
- ju-jitsu
- kajak-kenu
- kajakpóló
- kajak-slalom
- kalapácsvetés
- kanadai futball
- kangoo jumps
- karambolos biliárd
- karate
- kempo
- kendó
- kerekesszékes rögbi
- kerékpár
- kézilabda
- kutyássportok
- kick-box
- korfball
- kosárlabda
- krav maga
- krikett
- krokett
- kungfu
- labdarúgás
- lacrosse
- ligarögbi
- lövészet
- magasugrás
- méta
- motokrossz
- motorcsónaksport
- motorkerékpársport
- motoros sárkányrepülés
- műkorcsolya (olimpiai bajnokok • világbajnokok)
- műrepülés
- műugrás és toronyugrás
- nanbudo
- netball
- nihon tai jitsu
- Országútikerékpár-versenyzés
- ökölvívás
- öttusa
- parkour
- paintball
- patkódobás
- pálya-kerékpározás (olimpiai bajnokok • világbajnokok)
- pelota
- pétanque
- piramid biliárd
- pool
- póker
- racket
- racket ball
- rafting
- rali (magyar bajnokok • világbajnokok)
- rádióamatőr sportok
- repülőverseny
- ritmikus gimnasztika
- rögbi
- röplabda
- rúdfitness
- rundolás
- rúdugrás
- sárkányrepülés
- shinty
- siklórepülés
- síbobverseny
- síelés
- sítájfutás
- síugrás
- skittle
- snooker
- snowboard
- softball
- speedball
- strandröplabda
- street workout
- superbike
- súlyemelés
- súlylökés
- szambó
- szánkósport
- sziklamászás
- szinkronúszás
- szkander
- szörf
- szörfvitorlázás
- szumó
- taekwondo
- tájékozódási túraverseny
- tájfutás
- távolugrás
- teke
- tenisz
- teremlabdarúgás
- testépítés
- tollaslabda
- torna (sportág)
- többpróba
- trambulin (gumiasztal)-ugrás
- traplövészet
- trekking
- triatlon
- Turán-Jitsu
- túrakocsi
- ulama
- ultimate
- ultramaraton
- úszás
- vadászat
- vitorlázás
- vitorlázórepülés
- vívás
- víz alatti rögbi
- vízihoki
- vízikosárlabda
- vízilabda
- wakeboard
- water skyball